# Julian Schmieder
Julian Schmieder (* 1979 in Karlsruhe) ist ein deutscher Schauspieler.

## Leben
Schmieder absolvierte eine private Schauspielausbildung bei dem Schauspiel- und Filmcoach Frank Betzelt; außerdem erhielt er Unterricht in Sprecherziehung bei der Schauspielerin Astrid von Jenny.
Seit 2003 wirkte Schmieder regelmäßig bei Film- und Fernsehproduktionen mit; außerdem spielte er Hauptrollen in mehreren Kurzfilmen. 2004 hatte er, unter der Regie von Miguel Alexandre, eine Nebenrolle als Peter in dem mit dem Grimme-Preis ausgezeichneten Filmdrama Grüße aus Kaschmir. In dem Krimi-Thriller Damals warst Du still spielte er 2005 den Drogendealer Michael Hammer. Es folgten Episodenrollen in den Fernsehserien SOKO 5113 (als Lorenzo Kaufmann, Bruder des weiblichen Mordopfers) und Kommissar Stolberg (als Moritz Veerkamp, wohlhabender Sohn eines Modeschöpfers). Außerdem wirkte er in der Comedy-Show von Christian Tramitz, Tramitz & Friends, mit. 2009 spielte er in dem Bergdrama Die Route die Rolle des Richy. In der ZDF-Serie Die Rosenheim-Cops war er 2011 in einer Episodenhauptrolle als aufstrebender junger Pianist Johannes Heidersberger zu sehen, der eine Liebesbeziehung mit dem weiblichen Tatopfer hatte und unter Verdacht gerät. Weitere Episodenrollen hatte er in den Serien Heiter bis tödlich: Hubert und Staller (2015; als Markus Walter, der Fahrer einer Großmetzgerei und Kollege des Ermordeten) und Bettys Diagnose (2015). In der ZDF-Fernsehreihe Unter Verdacht war er in dem Fernsehfilm Betongold, der im Februar 2016 erstausgestrahlt wurde, als Simon Feller zu sehen; er spielte den Lebensgefährten des ermordeten Bauamtsdirektors Jens Viersen (Herbert Forthuber).
In der 3. Staffel der ZDF-Serie Dr. Klein (2016) übernahm er eine wiederkehrende Serienrolle als homosexueller Profi-Fußballer Jens Vogler.
Gelegentlich spielte Schmieder auch Theater. 2009 übernahm er an der Studiobühne der Ludwig-Maximilians-Universität in München die Rolle des Dieners Jean in dem Schauspiel Fräulein Julie von August Strindberg.
Schmieder lebt in Karlsruhe und München.

## Filmografie (Auswahl)
- 2004: Liebe auf den ersten Blitz (Kurzfilm)
- 2004: Grüße aus Kaschmir
- 2005: Damals warst Du still
- 2006: Deutschmänner
- 2007: SOKO 5113 (Fernsehserie; Folge: High Society)
- 2007: Kommissar Stolberg (Fernsehserie; Folge: Der Sonnenkönig)
- 2010: Die Route
- 2011: Die Rosenheim-Cops (Fernsehserie; Folge: Mozarts Rückkehr)
- 2011: Für immer 30
- 2014: München Mord: Wir sind die Neuen
- 2014: Stereo
- 2015: Inga Lindström: In deinem Leben (Fernsehreihe)
- 2015: Heiter bis tödlich: Hubert und Staller (Fernsehserie; Folge: Fleischeslust)
- 2015: Bettys Diagnose (Fernsehserie; Folge: Unverträglichkeiten)
- 2016: Unter Verdacht: Betongold (Fernsehreihe)
- 2016: Dr. Klein (Fernsehserie; Serienrolle)
- 2017: Alarm für Cobra 11 – Die Autobahnpolizei (Fernsehserie; Folge: Geister der Vergangenheit)
- 2018: SOKO Stuttgart (Fernsehserie, Folge: Schuldig)
- 2019: Und tot bist Du! – Ein Schwarzwaldkrimi
- 2020: SOKO Stuttgart (Fernsehserie, Folge: Systemfehler)
- 2020: WaPo Bodensee (Fernsehserie, Folge: Der Ornithologe)
- 2020: Der Bozen-Krimi (Folge: Tödliche Stille)
- 2021: Harter Brocken: Der Waffendeal
- 2022: Der Feind meines Feindes (Fernsehfilm)